# قصر تمدارت
قصر تمدارت هو قصرٌ (قريةٌ محصنة) في المغرب، يقعُ في منطقة أفرا. بني هذا القصر بتقنية التربة المدكوكة، حيثُ استعمل فيه الطين. تبلغ مساحته 2.25 هكتار.